# قانون كلاود
قانون توضيح استخدام البيانات القانونية في الخارج (بالإنجليزية: Clarifying Lawful Overseas Use of Data Act)‏ أو قانون كلاود هو قانون فدرالي دخل حيز التنفيذ في 2018 كتحديث لقوانين خصوصية الإنترنت والمراقبة الحكومية ليعكس ممارسات صناعة الحوسبة السحابية. يأتي قانون كلاود كبديل لقانون الاتصالات المخزنة لعام 1986 للسماح بإنفاذ القانون الفدرالي لإجبار الشركات التكنولوجية القائمة في الولايات المتحدة عن طريق مذكرة أو استدعاء لتقديم البيانات المطلوبة المخزنة على الخوادم، بغض النظر عما إذا كانت البيانات مخزنة في الولايات المتحدة أو على أراضي أجنبية. ويسمح قانون كلاود للمدعي العام الأمريكي بإبرام اتفاقات خاصة تجعل من الممكن للوكالات الأمنية الأمريكية وشركائها في الخارج الحصول على البيانات الشخصية للمستخدمين المخزنة في الخارج من دون أمر من المحكمة. ويشير مشروع القانون تحديداً إلى إسقاط مبدأ المعاملة بالمثل، ما يعني أن الاتفاقية المذكورة لن تنطبق على طلبات توفير بيانات شخصية للمستخدمين في الولايات المتحدة الأمريكية.

## خلفية
طُرح قانون كلاود في أعقاب الصعوبات التي واجهها مكتب التحقيقات الفيدرالي في الحصول على البيانات عن بعد عن طريق مقدمي الخطوة من خلال أوامر التفويض الصادرة بموجب قانون الاتصالات المخزنة، حيث أن أوامر التفويض تلك كانت تكتب بموجب ذلك القانون قد كُتبت قبل أن تكون الحوسبة السحابية متاحة. تم تسليط الضوء على هذا الوضع منذ تحقيقات تجارة المخدرات في 2013، والتي أصدرت أثنائها المباحث الفدرالية أمر تفويض بموجب قانون الاتصالات المخزنة يخص حسابات بريد إلكتروني قام مواطن أمريكي بتخزينه على أحد خوادم مايكروسوفت في أيرلندا، وقد رفضت مايكروسوفت تقديمها. دفع هذا التحدي القانوني بالمحكمة العليا إلى الفصل في قضية شركة مايكروسوفت ضد الولايات المتحدة. زعم مكتب التحقيقات الفيدرالي أن مايكروسوفت كانت تتحكم بشكل كامل في البيانات وكان عليها أن تقوم بتسليمها بناءاً على المذكرة، لكن مايكروسوفت جادلت بأن قانون البيانات المخزنة لا يشمل البيانات المخزنة خارج الولايات المتحدة. وتجلى التحدي في أنه بينما يمكن للمباحث الفدرالية طلب المساعدة من معاهدة المساعدة القانونية المتبادلة في الكشف عن البيانات أثناء إنفاذ القانون على أراضي أجنبية، فإن العملية تتطلب معاهدة جديدة إذا لم تكن القائمة غير ملزمة، أو تنفيذ الطلب من خلال المعاهدة القائمة، مما قد يبطئ ويعيق جهود إنفاذ القانون.